# 温品氏
温品氏（ぬくしなし、ぬくしなうじ）は、日本の氏族。金子氏の一族で、室町時代に所在名を取って温品氏（温科氏）と称した。

## 安芸温品氏
承久の時、安芸国高宮郡玖村に金子氏の一族・金子小次郎家正が関東より下ったのが温品氏の始まりとされる。また、下向期、下向者には諸説ある。代表的な説としては承久3年に承久の乱の戦功により、金子慈蓮が安芸国温科村地頭職に任ぜられ、その孫の金子盛忠が継承した。
鎌倉時代以降、室町期にかけて安芸武田氏の家臣として活動するが、庶流は大内家臣の陶氏の重臣となっており、文明11年（1479年）11月16日付『陶氏家臣連署打渡坪付』には温科秀親が署名、延徳3年（1491年）6月25日付『奈良橋房資宛陶武護袖判同家臣連署奉書写』には温科護親が連署しており、両者は親子と推測される。
明応8年（1499年）に宗家当主の温科国親が安芸武田氏当主・武田元繁から離反。この離反は、安芸武田氏の屋台骨を揺るがす大規模な反乱で、安芸武田氏だけでは鎮圧に及べず、足利将軍家からの指示を受けた毛利氏や、その支援等も受けた安芸武田家臣熊谷膳直らが攻撃に加わって、ようやく鎮圧され、温科氏宗家は滅亡した。
後に庶流が大内氏やその家臣の周防内藤氏、毛利氏に仕えて活動している。その中でも大内家臣で、同家臣の宗像氏の与力とされた一族がおり、大内氏や毛利氏と両属して活躍した温科盛長や温科種重が著名である。大内氏滅亡の際には、周防内藤氏に仕えた温科一族は大内方、毛利方に分かれて争い、大内方に味方した温科刑部丞らは滅亡した。

### 温科種重
温科種重は通称を吉左衛門尉とし、大内家臣から宗像氏（宗像正氏）の与力となった安芸温科氏の一族で、大内氏滅亡後は毛利氏にも水軍の将として仕えた。毛利氏からは所領を与えられていなかったため、石見銀山の搬出港である石見国の温泉津から長門国赤間関を結ぶ海路の主要な港の一部所役免除の特権を与えられており、その勢力がうかがえる。弘治3年（1557年）の佐藤宗左衛門尉の反乱の際には山口奉行の市川経好や祖式友兼に従って、その鎮圧に尽力した。
その後も宗像・毛利氏に両属して赤間関に在住し、天正2年（1574年）からは、宗像大社の宝物殿の再建に従事していたと推測され、天正6年（1578年）の宗像大社宝物殿の棟上式にもその名が見える。

## 関連人物
- 温科盛長（大内家臣、1532年少弐資元が籠もる立花山城攻撃で戦果を挙げる）
- 温品種重（大内家臣、後毛利家臣。）